# Giro di Romandia 1966
Il Giro di Romandia 1966, ventesima edizione della corsa, si svolse dal 12 al 15 maggio su un percorso di 806 km ripartiti in 4 tappe (la prima e la terza suddivise in due semitappe), con partenza a Ginevra e arrivo a Losanna. Fu vinto dall'italiano Gianni Motta della Molteni davanti al francese Raymond Delisle e allo svizzero Rolf Maurer.

## Tappe
| Tappa  | Data      | Percorso                                                  | km  | Vincitore di tappa | Leader cl. generale |
| ------ | --------- | --------------------------------------------------------- | --- | ------------------ | ------------------- |
| 1ª-1ª  | 12 maggio | Ginevra > Nyon (cron. squadre)                            | 20  | Romeo-Smith's      |                     |
| 1ª-2ª  | 12 maggio | Nyon > Haute-Nendaz                                       | 160 | Franco Bitossi     |                     |
| 2ª     | 13 maggio | Haute-Nendaz > Losanna                                    | 239 | Gianni Motta       |                     |
| 3ª-1ª  | 14 maggio | Losanna > La Chaux-de-Fonds                               | 134 | Karl Brand         |                     |
| 3ª-2ª  | 14 maggio | La Chaux-de-Fonds > La Chaux-de-Fonds (cron. individuale) | 39  | Felice Gimondi     |                     |
| 4ª     | 15 maggio | La Chaux-de-Fonds > Losanna                               | 214 | Franco Bitossi     | Gianni Motta        |
| Totale | Totale    | Totale                                                    | 806 |                    |                     |

## Dettagli delle tappe

### 1ª tappa - 1ª semitappa
- 12 maggio: Ginevra > Nyon (cron. individuale) – 20 km

### 1ª tappa - 2ª semitappa
- 12 maggio: Nyon > Haute-Nendaz – 160 km

| Pos. | Corridore      | Squadra | Tempo |
| ---- | -------------- | ------- | ----- |
| 1    | Franco Bitossi | Filotex |       |
| 2    | Gianni Motta   | Molteni |       |
| 3    | Rolf Maurer    | Filotex |       |

| Pos. | Corridore | Squadra | Tempo |
| ---- | --------- | ------- | ----- |

### 2ª tappa
- 13 maggio: Haute-Nendaz > Losanna – 239 km

| Pos. | Corridore       | Squadra | Tempo |
| ---- | --------------- | ------- | ----- |
| 1    | Gianni Motta    | Molteni |       |
| 2    | Raymond Delisle | Peugeot |       |
| 3    | Rolf Maurer     | Filotex |       |

| Pos. | Corridore | Squadra | Tempo |
| ---- | --------- | ------- | ----- |

### 3ª tappa - 1ª semitappa
- 14 maggio: Losanna > La Chaux-de-Fonds – 134 km

| Pos. | Corridore      | Squadra   | Tempo |
| ---- | -------------- | --------- | ----- |
| 1    | Karl Brand     | Tigra     |       |
| 2    | Luciano Armani | Salvarani |       |
| 3    | Luciano Sambi  | Legnano   |       |

| Pos. | Corridore | Squadra | Tempo |
| ---- | --------- | ------- | ----- |

### 3ª tappa - 2ª semitappa
- 14 maggio: La Chaux-de-Fonds > La Chaux-de-Fonds (cron. individuale) – 39 km

| Pos. | Corridore           | Squadra   | Tempo |
| ---- | ------------------- | --------- | ----- |
| 1    | Felice Gimondi      | Salvarani |       |
| 2    | Vittorio Adorni     | Salvarani |       |
| 3    | Jean-Claude Lebaube | Kamomé    |       |

| Pos. | Corridore | Squadra | Tempo |
| ---- | --------- | ------- | ----- |

### 4ª tappa
- 15 maggio: La Chaux-de-Fonds > Losanna – 214 km

| Pos. | Corridore        | Squadra | Tempo |
| ---- | ---------------- | ------- | ----- |
| 1    | Franco Bitossi   | Filotex |       |
| 2    | Charly Grosskost | Peugeot |       |
| 3    | Ugo Colombo      | Filotex |       |

| Pos. | Corridore       | Squadra | Tempo     |
| ---- | --------------- | ------- | --------- |
| 1    | Gianni Motta    | Molteni | 22h35'52" |
| 2    | Raymond Delisle | Peugeot | a 2'32"   |
| 3    | Rolf Maurer     | Filotex | a 2'51"   |

## Classifiche finali

### Classifica generale
| Pos. | Corridore           | Squadra                    | Tempo     |
| ---- | ------------------- | -------------------------- | --------- |
| 1    | Gianni Motta        | Molteni                    | 22h35'52" |
| 2    | Raymond Delisle     | Peugeot-BP-Michelin        | a 2'32"   |
| 3    | Rolf Maurer         | Filotex                    | a 2'51"   |
| 4    | Robert Hagmann      | Ford France-Hutchinson     | a 3'14"   |
| 5    | Albert Herger       | Tigra-Grammont-de Gribaldy | a 3'30"   |
| 6    | Louis Rostollan     | Kamomé-Dilecta-Dunlop      | a 4'13"   |
| 7    | Ruedi Zollinger     | Tigra-Grammont-de Gribaldy | a 5'06"   |
| 8    | Jean-Claude Lebaube | Kamomé-Dilecta-Dunlop      | a 6'12"   |
| 9    | Silvano Schiavon    | Legnano-Pirelli            | a 6'38"   |
| 10   | Felice Gimondi      | Salvarani                  | a 6'58"   |